# Draché
Draché é uma comuna francesa na região administrativa do Centro, no departamento Indre-et-Loire. Estende-se por uma área de 18,5 km². Em 2010 a comuna tinha 764 habitantes (densidade: 41,3 hab./km²).